# Unified WWE Tag Team Championship
Het Unified WWE Tag Team Championship was de naam die werd gebruikt in World Wrestling Entertainment (WWE) voor de volgende twee wereld-tagteamkampioenschappen dat actief begon na de unificatie op WrestleMania XXV van 5 april 2009 en duurde tot 16 augustus 2010.
- WWE World Tag Team Championship, ontstond in 1971 en origineel exclusief op WWE Raw.
- WWE Tag Team Championship, ontstond in 2002 en origineel exclusief op WWE SmackDown.

De kampioenschappen waren beslecht in professioneel worstelmatchen. De titels waren terug genoemd naar WWE Tag Team Championship terwijl de World Tag Team Championship ontbonden werd in 2010.

## Geschiedenis
Laat in 2008 en vroeg in 2009, de WWE Tag Team Champions The Colóns feuded met de World Tag Team Champions John Morrison en The Miz, met de twee teams dat telkens wedstrijden organiseerden tegen elkaar. Op 17 maart, aflevering vanECW, men werd aangekondigd dat op WrestleMania XXV beiden teams hun titels moesten verdedigden en het winnende team won beide titels. The Colons versloeg Morrison en Miz, en dus unificeerde de titels in Unified WWE Tag Team Championship.

## Regerend kampioenen
De laatste kampioenen waren The Hart Dynasty (David Hart Smith en Tyson Kidd). Ze wonnen de titels van ShoMiz (The Big Show en The Miz) op 26 april 2010, aflevering van Raw. Na het ontbinden van het World Tag Team Championship, het duo ging verder als WWE Tag Team Champions tot ze hun titels verloren op Night of Champions op 19 september 2010. Het langst regerend kampioen sinds het bekomen van de unificatie was The Hart Dynasty met 146 dagen en het kortst regerend kampioen is het team Chris Jericho en Edge. Hoewel Jericho het record heeft als langst regerend kampioen individueel met 146 dagen. Kort nadat Jericho en Edge de titels won van The Colons, Edge liep een blessure op en was voor een lange tijd onbeschikbaar; Jericho koos The Big Show als nieuwe partner, die Edge verving bij allerlei wedstrijden om de titel te verdedigen en Jericho hield met Big show (als team Jeri-Show) de titels voor 140 dagen.
Lijst van voormalige kampioenschappen